# Hymenoscyphus kathiae
Hymenoscyphus kathiae är en svampart som först beskrevs av Korf, och fick sitt nu gällande namn av Baral 2005. Hymenoscyphus kathiae ingår i släktet Hymenoscyphus och familjen Helotiaceae.   Inga underarter finns listade i Catalogue of Life.